# 2213 Міус
2213 Міус (2213 Meeus) — астероїд головного поясу, відкритий 24 вересня 1935 року.
Тіссеранів параметр щодо Юпітера — 3,628.